# Miguel Brown
Miguel Brown (nacido Michael Brown) fue un marino de origen irlandés, hermano del almirante Guillermo Brown, que actuó como corsario al servicio de las Provincias Unidas del Río de la Plata durante la guerra de independencia.

## Biografía
Miguel Brown nació en Foxford, condado de Mayo, Irlanda. 
Llegó a la ciudad de Buenos Aires después que su hermano Guillermo. 
El 1 de septiembre de 1815 fue nombrado comandante de la fragata Hércules para participar de un crucero de corso en el océano Pacífico que debía comandar su hermano.
Ante la amenaza de una expedición española contra el Río de la Plata el gobierno ordenó a su hermano permanecer al frente de la escuadra y designar a Miguel para dirigir la campaña corsaria, pero Guillermo Brown desobedeció las órdenes y partió al frente de la escuadra y la Hércules, mientras Miguel Brown comandaba la sumaca Santísima Trinidad iniciando su campaña de corso en el Pacífico.
Durante el ataque a Guayaquil de febrero de 1816, permaneció con Hipólito Bouchard guardando las presas mientras Guillermo trasladando su insignia al Santísima Trinidad procuraba atacar la ciudad. Habiendo caído prisionero, Miguel Brown negoció con éxito su libertad amenazando bombardear la ciudad.
De regreso en el Atlántico Sur, enfermó a bordo y ante la falta de médico fue desembarcado en Río Grande del Sur, Brasil. Al curar se marchó a Inglaterra. Habiendo solucionado su hermano los inconvenientes legales que le ocasionó su desobediencia al gobierno, en diciembre de 1822 Miguel Brown al mando bordo del bergantín Hutton trasladó a la familia de Guillermo de regreso a Buenos Aires.
Regresó nuevamente a la Argentina en 1828, en momentos en que su hermano ejercía las funciones de gobernador delegado del general Juan Lavalle.